# カマイルカ
カマイルカ（Lagenorhynchus obliquidens、鎌海豚）はクジラ目ハクジラ亜目マイルカ科カマイルカ属に属するイルカである。北太平洋に棲息する唯一のカマイルカ属（Lagenorhynchus）である。カマイルカという名前は、背びれの形が草などを刈る鎌に似ていることに由来する。

## 分類
カマイルカは、南太平洋に棲むハラジロカマイルカに非常に良く似ている。一部の研究者はカマイルカとハラジロカマイルカは同じ種であるという説を唱えている。近年、Ciprianoは遺伝子解析によって、約200万年前に二つの種に別れたとし、この説を否定している。一般的には異なる種とされている。

## 身体
カマイルカの体表は白と黒と灰色の3色から成る。顎、喉、腹はクリームがかった白である。口、胸びれ、背中、背びれ、尾びれは黒である。側面と眼の上から背びれの下にかけては明るい灰色である。眼の周囲は濃い灰色の輪になっている。
雄は体長2.5m、体重200kg、雌は体長2.3m、体重150kgほどになる。ハラジロカマイルカよりも若干大きい。雌は7年で性成熟する。妊娠期間は1年である。寿命は40年かそれ以上であると考えられている。
カマイルカは非常に活発で、北太平洋における他の種類のイルカやクジラと一緒に泳ぐことがある。人間が乗るボートなどに近づいてくることも多い。通常は90頭ほどの群を作って行動するが、3000頭以上もの大きな群が観察されたこともある。主食はイワシ、タラ、アンチョビ、ニシン、サケなどの魚やイカである。

## 生息数と分布
カマイルカの生息域は太平洋北半の寒帯から温帯にかけての弧状の海域である。生息域の南限は、西側は南シナ海、東側はバハ・カリフォルニア半島である。日本海やオホーツク海、ベーリング海で見られることもある。日本近海では陸奥湾に餌となるイワシなどを追って回遊してくるカマイルカを観光に活用する取り組みが進んでいる。
回遊する群もいるらしく、冬はカリフォルニア州沖にいるが、夏になるともっと北のオレゴン州やワシントン州沖に移動する。1年を通して、海岸から離れた深い海域を好む。
全生息数は100万頭程度とされている。ただし、カマイルカは離れている船に近づいてくることがあるので、サンプリングによって正確に見積もることが困難である。

## 人間との関わり
1993年に国連が特定の魚網を禁止するまでは、多くのカマイルカが流し網によって混獲された。日本では、定置網に迷い込む個体もあり、水族館で飼育される事例が多い。また、飼育下における繁殖は難しいとされるが、城崎マリンワールドでは2010・2015・2016年に成功した例があるほか、新潟市水族館マリンピア日本海では2019年から2022年にかけ日本初となる4年連続での繁殖に成功した例もある。

### 展示
日本においては、ハンドウイルカ（バンドウイルカ）と並び水族館などで数多く飼育されている。東北以北においては多く飼育される。繁殖は海遊館や鴨川シーワールド、名古屋港水族館、新潟市水族館マリンピア日本海などがある。また、のとじま臨海公園水族館で飼育される「ラナン」は、人工尾びれを付けた初のカマイルカである。
2021年8月時点の日本での飼育最長記録は、新江ノ島水族館の「クロス」で搬入は1978年2月16日である。

### モチーフにした作品
絵本
- 『ぼく、イルカのラッキー』（文：越水利江子、絵：福武忍、毎日新聞社刊。エプソン 品川アクアスタジアムに実在したカマイルカ・ラッキーをモデルにして創られた絵本）